# 미국 태평양 공군
미국 태평양 공군(Pacific Air Force (PACAF))은 미국 공군의 태평양 지역 주요사령부이자, 미국 인도-태평양 사령부의 공군 근무구성군 사령부이다. 
태평양 공군의 책임 지역은 태평양을 중심으로 북아메리카 서해안부터 인도양까지 뻗어있다.

## 역사

### 제2차 세계 대전
1944년 8월 3일, 오스트레일리아의 브리스번에서 더글라스 맥아더 장군이 이끄는 극동 육군의 항공군인 극동항공군(극동 공군)으로서 조지 캐니 중장에 의해 창설되었다. 그와 동시에 극동공군의 본부는 서남태평양 지역 연합항공군의 공동본부로도 운영되었다. 
1944년 10월, 더글라스 맥아더 장군이 태평양 전구의 모든 육군을 이끄는 육군원수가 되었을 때, 극동공군으로 제7공군이 전속하였다.
1946년 5월 17일에 사령부를 일본 도쿄의 후추 비행장로 옮겼다.
12월 6일, 극동공군은 같은 날에 폐지되는 미국 태평양 전략 공군의 제8, 20항공군을 전속받으면서 태평양 항공사령부로 재편성되었고, 예하 서수항공군은 재배치되었다.
- 제5항공군 - 일본 도쿄 후추 비행장
연합국의 일본 혼슈와 한반도 군정기를 지원하는 임무를 수행.
- 제7항공군 - 하와이주 히캄 비행장
최초 임무인 하와이 제도, 미드웨이 제도, 마셜 제도, 중앙태평양의 여러 섬의 공역을 방위.
- 제8항공군 - 오키나와 가데나 육군 비행장
류큐 제도와 이오섬 방위.
- 제13항공군 - 필리핀, 클라크 비행장
필리핀 제도, 뉴기니, 솔로몬 제도 방위
- 제20항공군 - 마리아나 제도의 괌, 하몬 비행장
서태평양의 전략적 억제 임무를 수행.

제8항공군은 1946년 6월 7일까지 오키나와에 머무르다가 맥딜 육군 비행장으로 철수하였고, 전략항공사령부로 전속하였다.
1947년 1월 1일, 초기 통합사령부 계획에 따라 창설된 극동사령부의 항공구성군으로 지정되면서, 이름이 극동공군으로 되돌려졌다. 그와 함께 제7공군은 해산하여 소속 전력이 모두 극동공군으로 전속되었다.
9월 18일, 항공군이 별도의 군종으로 분리되어, 미국 유럽 공군과 함께 공군부 본부의 주요 사령부로 지정되었다.

### 한국 전쟁
1953년 7월 27일 정전 협정이 맺어지자, 극동공군의 모든 전투행위는 멈췄다.

### 냉전

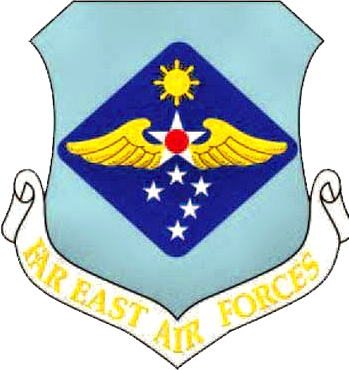
극동군군의 1954년도 문장

1954년 7월 1일, 히캄 공군기지에서 태평양 공군이 창설되어 일본 후추 기지의 극동공군에 예속되었다.
1955년 3월 1일, 오산 공군기지에 제314항공사단을 재소집하여 주한 미국 공군으로 지정하여, 주한 미군을 지원하도록 하였다. 제20공군은 예속하던 폭격기부대가 전략공군사령부, 전투기 부대는 제5공군으로 전속하였고, 본부는 해산하였다.
1956년 7월 1일, 태평양 공군은 극동 공군의 후방 본부로 재편성되었다.
1957년 7월 1일, 극동사령부과 극동 공군이 태평양 사령부와 태평양 공군으로 병합되었다.

### 21세기
2012년 10월 3일, 제13공군이 태평양 공군으로 기능과 임무를 이양하고 해산하였다.

## 프로그램
연습/훈련
- 레드 플래그 훈련
- 레드 플래그 – 알래스카 (옛 "코페 선더 (Cope Thunder)")

## 편성

### 지휘부
- 사령관: 대장 찰스 Q. 브라운 (Charles Q. Brown Jr.)
- 부사령관: 소장 브라이언 M. 킬로그 (Brian M. Killough)
- 주임원사: 앤서니 W. 존슨 (Anthony W. Johnson)

### 현재
- 제5공군 (주일 미국 공군); 1944년 8월 3일
- 제7공군 (주한 미국 공군);
- 제11공군 (알래스카 공군); 1990년 8월 9일
- 제15비행단
- 제613항공우주작전센터
- 미국 태평양-하와이 공군 군악대 (U.S. Air Force Band of the Pacific - Hawaii)
- 미국 태평양-아시아 공군 군악대 (U.S. Air Force Band of the Pacific - Asia)

### 과거
사령부
- 극동공군 폭격기사령부, 임시; 1950년 7월 8일 ~ 1954년 6월 18일
- 극동공군 전투화물사령부, 임시; 1950년 8월 20일 ~ 1951년 1월 25일
- 극동항공물류사령부/극동항공군수군; 1944년 8월 18일 ~ 1955년 10월 1일

군(Force)
- 제8공군; 1945년 12월 6일 ~ 1946년 6월 7일
- 제13공군; 1944년 8월 3일 ~ 1955년 6월 1일; 1957년 7월 1일 ~ 2012년 9월 28일
- 제20공군; 1945년 12월 6일 ~ 1955년 3월 1일
- 주일 방공군; 1952년 3월 1일 ~ 1954년 9월 1일

항공사단
- 제1폭격사단 (이후의 '1항공사단'): 1946년 6월 7일 ~ 1948년 12월 1일
- 제2항공사단: 1962년 9월 10일 ~ 10월 10일; 1965년 7월 8일 ~ 1966년 4월 1일
- 제17항공사단; 1975년 7월 17일 ~ 1976년 1월 1일
- 제85항공사단: 1945년 5월 1일 ~ 9월 1일
- 제91항공사단: 1944년 8월 8일 ~ 1946년 2월 27일
- 제314항공사단: 1951년 5월 18일 ~ 1952년 3월 1일
- 제315항공사단: 1951년 1월 25일 – 15 April 1969년 4월 15일
- 제326항공사단: 1957년 7월 1일 ~ 1989년 2월 15일
- 제327항공사단: 1966년 1월 26일 ~ 2월 8일

비행단
- 제8전술전투비행단: 1964년 6월 18일 ~ 7월 8일
- 제18전투비행단: 1948년 12월 1일 ~ 1949년 5월 16일
- 제19폭격비행단: 1949년 5월 16일 ~ 10월 17일
- 제27전투호송비행단 (배속), 1950년 11월 19일 ~ 29; 1952년 10월 6일 ~ 13일
- 제35전술전투비행단: 1966년 3월 14일 ~ 4월 8일
- 제322병력수송비행단: 1944년 12월 30일 ~ 1946년 2월 15일

## 기록

### 배속
- 서남태평양 지역, 1944년 8월 3일
- 미국 태평양 육군, 1945년 12월 6일
- 미국 공군부, 1947년 9월 26일

### 계보
- 창설됨: 1944년 7월 31일, 극동 공군 (임시)
1944년 8월 3일 극동 공군으로 재설립 및 활성화됨
1945년 12월 6일, 미국 육군, 태평양 항공사령부(Pacific Air Command, United States Army)로 재편성됨.
1947년 1월 1일, 극동공군으로 재편성됨.
1956년 7월 1일, 태평양 공군/극동공군 (후방)으로 재편성됨.
1957년 7월 1일, 태평양 공군으로 재편성됨.

### 전역
| 스트리머           | 내역                       |
| ------------------ | -------------------------- |
| 아시아-태평양 전구 | - 뉴기니아 - 레이테 - 루손 |
| 한국 전쟁          |                            |

### 스트리머
| 스트리머                | 내역 |
| ----------------------- | --- |
| 필리핀 대통령 부대 표창 | |
| 공군우수조직표창        | - 1984년 10월 1일 ~ 1986년 3월 31일 - 1986년 4월 1일 ~ 1988년 3월 31일 - 1988년 4월 1일 ~ 1990년 3월 31일 - 1990년 4월 1일 ~ 1992년 3월 31일 - 1992년 4월 1일 ~ 1994년 3월 31일 - 1994년 4월 1일 ~ 1996년 3월 31일 - 1996년 4월 1일 ~ 1998년 3월 31일 - 1998년 4월 1일 ~ 2001년 3월 31일 - 2001년 4월 1일 ~ 2003년 3월 31일 - 2003년 4월 1일 ~ 2004년 9월 30일 - 2004년 10월 1일 ~ 2005년 9월 30일 - 2005년 10월 1일 ~ 2007년 9월 30일 - 2009년 1월 1일 ~ 2010년 12월 31일 - 2011년 1월 1일 ~ 12월 31일 |

## 같이 보기
- 주호주 미국 육군 항공군 - 제2차 세계 대전
- 주필 미국 공군 - 냉전, 필리핀
- 베트남 전쟁
  - 주태 미국 공군
  - 주월 미국 공군

## 참고

### 인용
1. ↑  “13th Air Force inactivates, merges with PACAF”. Pacific Air Forces Public Affairs. 2012년 10월 3일. 2016년 6월 14일에 확인함.

### 웹
- “Pacific Air Forces” (영어). Pacific Air Forces Public Affairs. 2015년 3월 11일. 2019년 11월 19일에 확인함.
- “Pacific Air Forces (USAF)” (영어). Air Force Historical Research Agency. 2017년 5월 18일. 2019년 11월 19일에 확인함.